# Кузнецово (Шешуринское сельское поселение)
Кузнецово — деревня в Торопецком районе Тверской области. Входит в состав Пожинского сельского поселения.

## География
Находится в западной части Тверской области на расстоянии приблизительно 35 км на север по прямой от районного центра города Торопец.

## История
В 1877 году здесь (деревня Холмского уезда Псковской губернии) было учтено 12 дворов.

## Население
Численность населения: 64 человека (1877 год), 11 (русские 100 %) в 2002 году, 9 в 2010.